# Perinbaba
Perinbaba (Scuturătoarea de perne)  este un film fantastic din 1985 regizat de Juraj Jakubisko. Este bazat pe povestea Fântâna fermecată (în germană Frau Holle), poveste de Frații Grimm din cartea Kinder- und Hausmärchen (1812).

## Distribuție
- Giulietta Masina : Perinbaba / Doamna Iarnă
- Tobias Hoesl : Jakub
- Petra Vančíková : Alžbetka
- Soňa Valentová : Soacra
- Pavol Mikulík : Tatăl
- Milada Ondrašíková : Dora
- Valerie Kaplanová : Stará Zubatá / Baba moartă
- Eva Horká : Mladá Zubatá / Fata moartă

## Continuare
O continuare a filmului, Perinbaba 2,  este în post-producție și va avea premiera în cinematografele din Slovacia și Republica Cehă la sfârșitul anului 2019.

## Legături externe
- Perinbaba la Internet Movie Database